# اکباخ
اکباخ رودی است به راین می‌ریزد. این رود از کشور آلمان می‌گذرد.

## نگارخانه

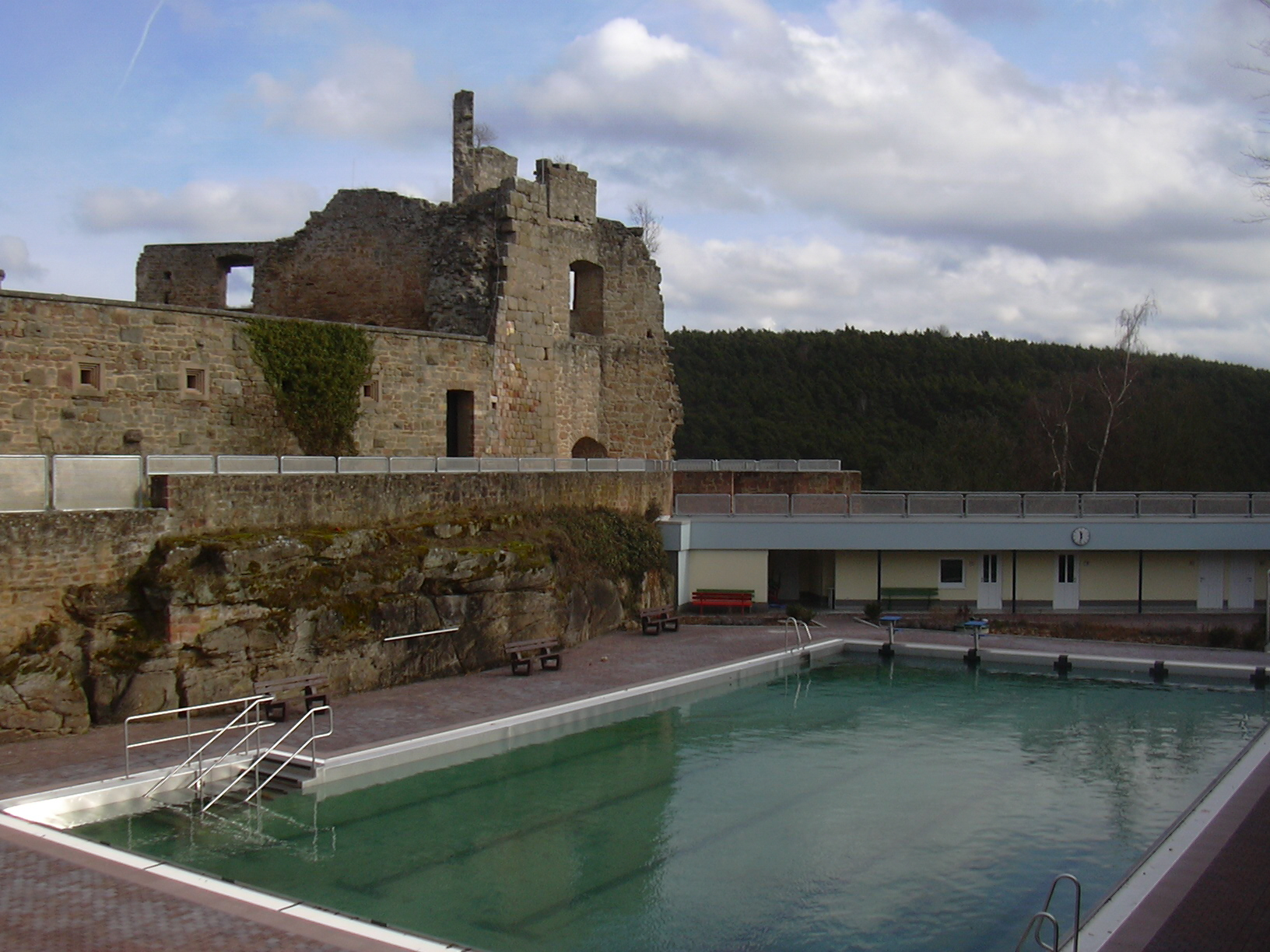
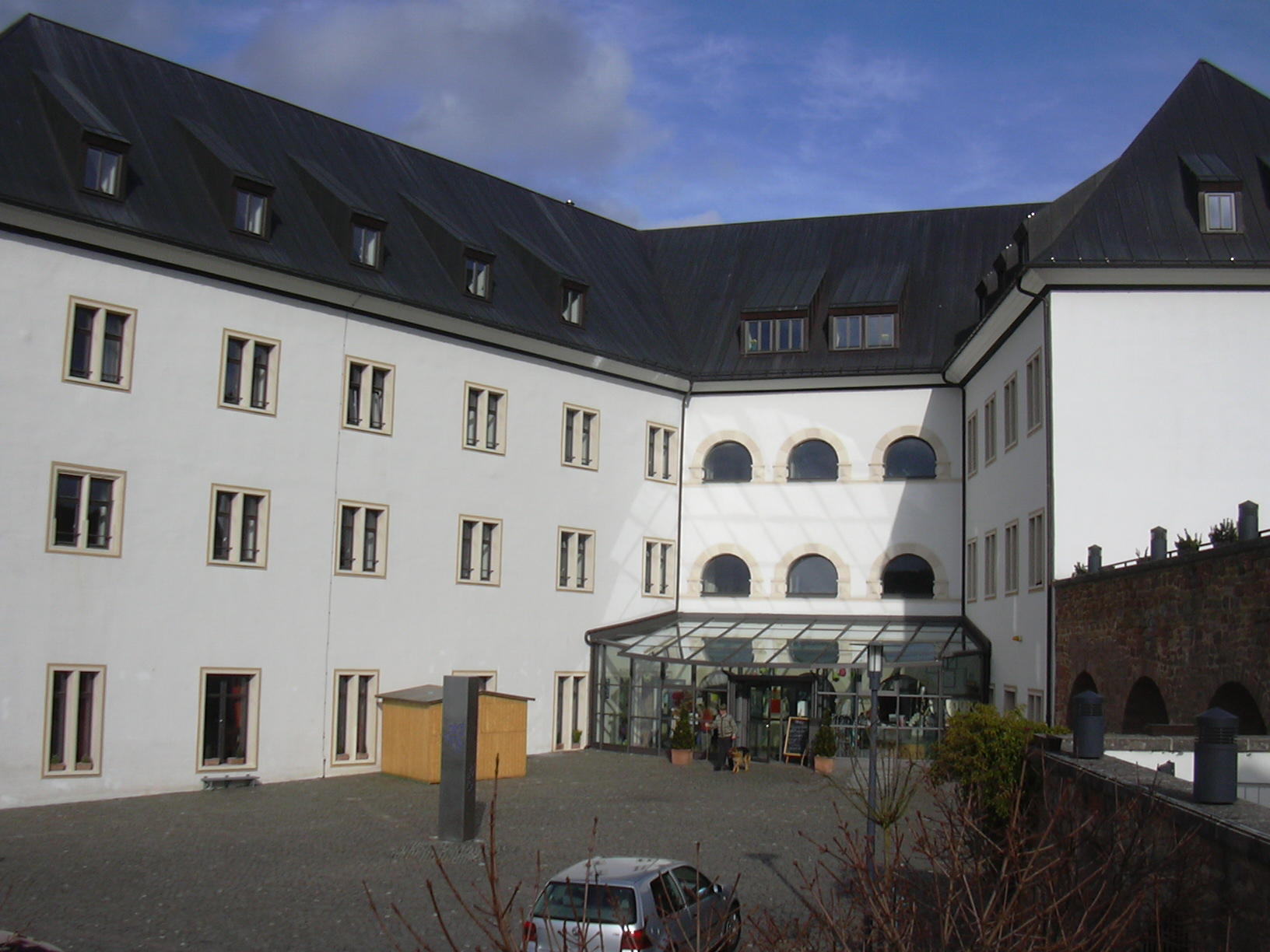
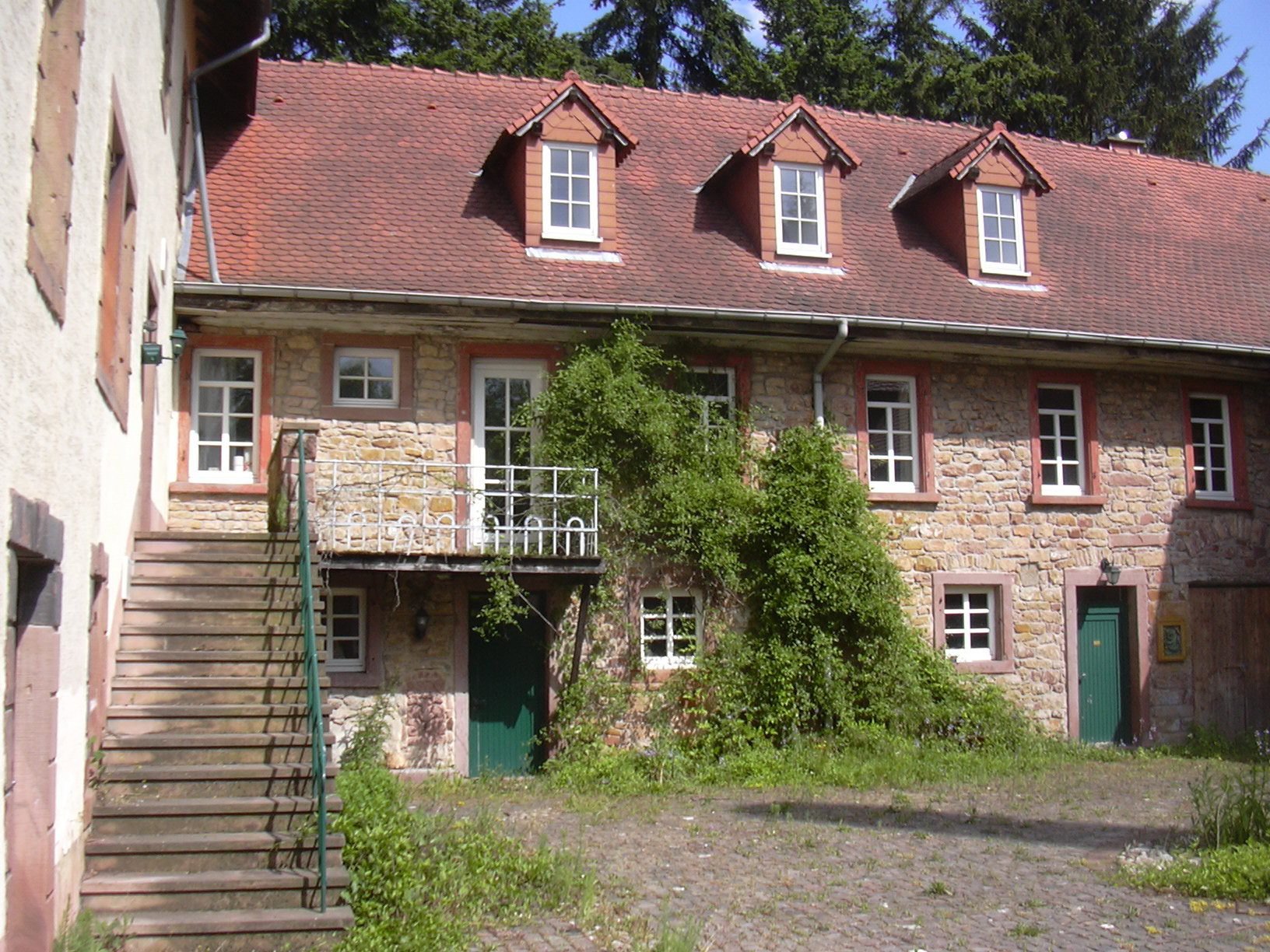
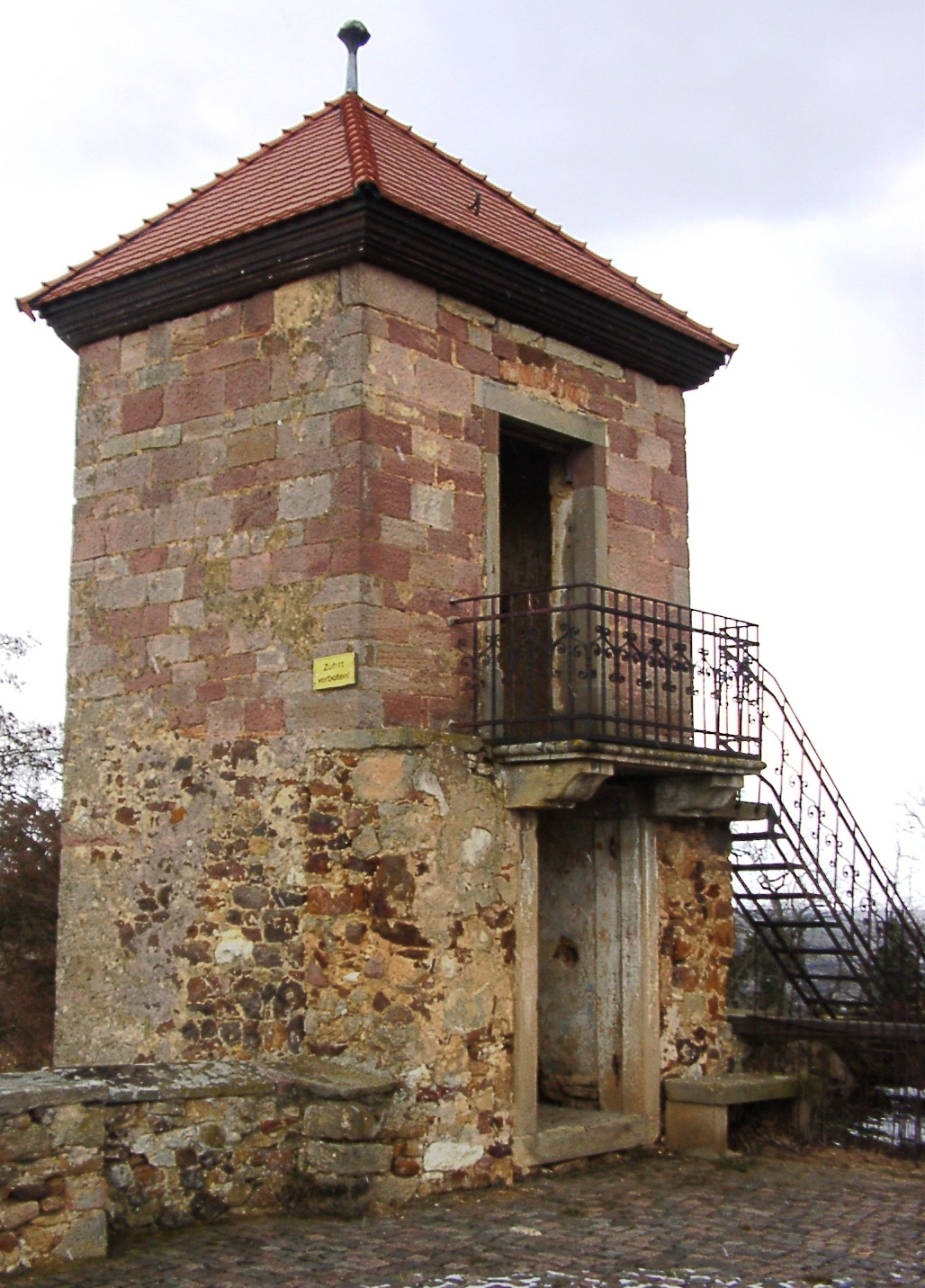
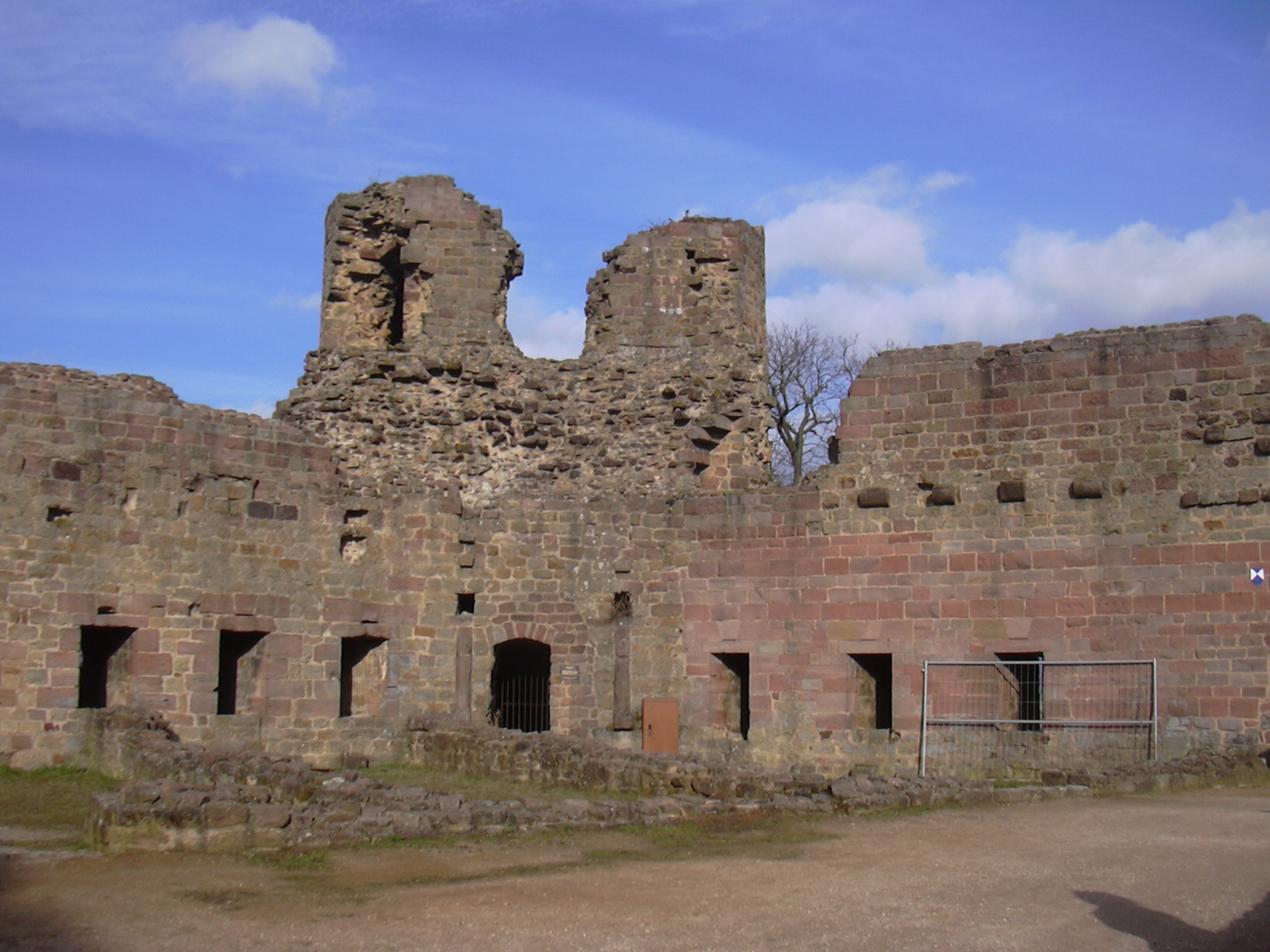
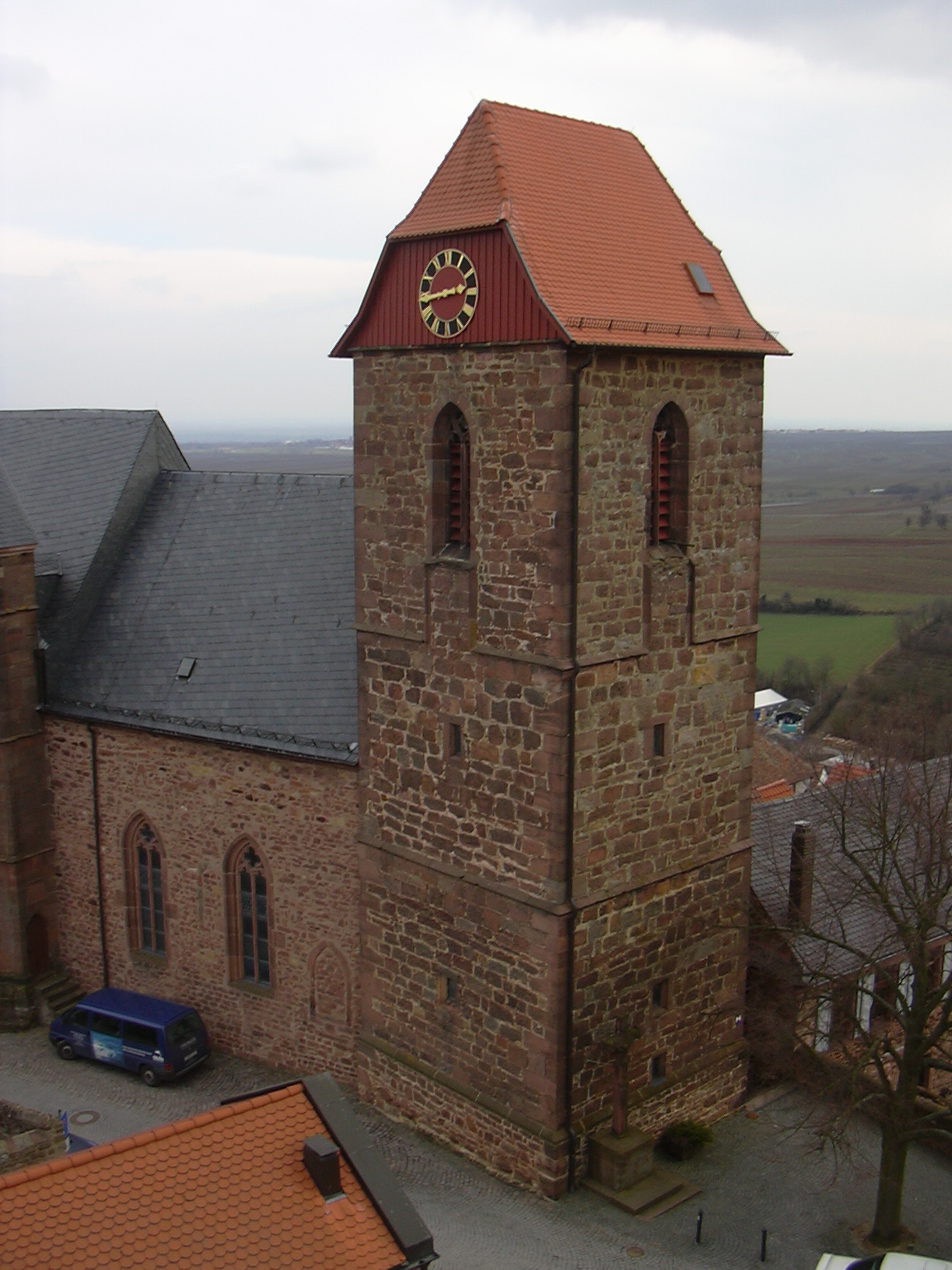